# Breathe (Band)
Breathe war eine britische Band aus Surrey, die aus dem Sänger David Glasper (* 4. Januar 1965), dem Schlagzeuger Ian Spice (* 28. September 1966) und dem Gitarristen Marcus Lillington (* 28. Februar 1967) bestand.

## Biografie
Die Mitglieder, die sich schon seit ihrer Kindheit kannten, besuchten die Yately School in London. Mit weiteren Schülern gründeten sie zunächst eine sechsköpfige Band namens Catch 22. Nach der Schulzeit verließen einige Musiker die Gruppe und es entstand das Trio Breathe, das sich bei Studioaufnahmen und Liveauftritten durch den Bassisten Michael Delahunty verstärkte. Die Musik der Formation war eine Mischung aus Soul und Pop mit dezenten Jazzanleihen. Die ersten Demotapes entstanden 1984.
Einige der Breathe-Stücke fanden Anklang beim Label Siren Records, was der Gruppe einen Plattenvertrag einbrachte. Der größte Hit der Band war Hands to Heaven. Das Lied erreichte 1988 Platz zwei in den USA, Platz vier im Vereinigten Königreich und Platz 29 in Deutschland. Auch die Folgesingle How Can I Fall war ein großer Erfolg und stieg im September des Jahres auf Platz drei der Billboard-Charts sowie im Dezember auf Platz 48 der UK-Charts.
Das dazugehörige Debütalbum All That Jazz platzierte sich 1988 in den englischen und amerikanischen Top 40 sowie etwas später, im Februar 1989, in den deutschen Top 50. Die Auskopplung Jonah schaffte es kurz nach Charteintritt des Albums auf Platz 60 im Vereinigten Königreich. Ein Remix des bereits 1985 erschienenen Liedes Don’t Tell Me Lies kletterte Anfang 1989 in den USA auf Platz 10 und in England auf Platz 45.
1990 folgte das zweite Breathe-Album Peace of Mind, das nicht an den Erfolg des Debüts anknüpfen konnte und nur Platz 116 der US-Charts erreichte. Die Auskopplungen Say a Prayer (Platz 21) und Does She Love That Man? (Platz 34) waren ebenfalls in der amerikanischen Hitparade gelistet. Nach weitersinkendem Erfolg kam es 1991 zur Auflösung der Band. 2004 erschien die Kompilation Best of Breathe.

## Diskografie

### Alben
| Jahr | Titel         | Höchstplatzierung, Gesamtwochen, AuszeichnungChartplatzierungen (Jahr, Titel, Platzierungen, Wochen, Auszeichnungen, Anmerkungen) | Höchstplatzierung, Gesamtwochen, AuszeichnungChartplatzierungen (Jahr, Titel, Platzierungen, Wochen, Auszeichnungen, Anmerkungen) | Höchstplatzierung, Gesamtwochen, AuszeichnungChartplatzierungen (Jahr, Titel, Platzierungen, Wochen, Auszeichnungen, Anmerkungen) | Anmerkungen                                                              |
| Jahr | Titel         | DE | UK | US | Anmerkungen                                                              |
| ---- | ------------- | --- | --- | --- | ------------------------------------------------------------------------ |
| 1988 | All That Jazz | DE50 (5 Wo.)DE | UK22 Silber · (5 Wo.)UK | US34 Gold · (51 Wo.)US | Erstveröffentlichung: April 1988 Produzenten: Bob Sargeant, Chris Porter |
| 1990 | Peace of Mind | — | — | US116 (20 Wo.)US | Erstveröffentlichung: September 1990 Produzenten: Bob Sargeant, Breathe  |

Weitere Alben
- 2004: Best of Breathe (Kompilation)

### Singles
| Jahr | Titel Album                              | Höchstplatzierung, Gesamtwochen, AuszeichnungChartplatzierungen (Jahr, Titel, Album, Platzierungen, Wochen, Auszeichnungen, Anmerkungen) | Höchstplatzierung, Gesamtwochen, AuszeichnungChartplatzierungen (Jahr, Titel, Album, Platzierungen, Wochen, Auszeichnungen, Anmerkungen) | Höchstplatzierung, Gesamtwochen, AuszeichnungChartplatzierungen (Jahr, Titel, Album, Platzierungen, Wochen, Auszeichnungen, Anmerkungen) | Anmerkungen                                                     |
| Jahr | Titel Album                              | DE | UK | US | Anmerkungen                                                     |
| ---- | ---------------------------------------- | --- | --- | --- | --------------------------------------------------------------- |
| 1986 | Don’t Tell Me Lies All That Jazz         | — | UK77 (5 Wo.)UK | — | Erstveröffentlichung: Januar 1986                               |
| 1988 | Hands to Heaven All That Jazz            | DE29 (16 Wo.)DE | UK4 (12 Wo.)UK | US2 (29 Wo.)US | Erstveröffentlichung: 11. Juli 1988 Reissue                     |
| 1988 | How Can I Fall All That Jazz             | — | UK48 (7 Wo.)UK | US3 (22 Wo.)US | Erstveröffentlichung: Juni 1988                                 |
| 1988 | Jonah All That Jazz                      | — | UK60 (4 Wo.)UK | — | Erstveröffentlichung: Oktober 1988                              |
| 1989 | Don’t Tell Me Lies (Remix) All That Jazz | — | UK45 (5 Wo.)UK | US10 (16 Wo.)US | Erstveröffentlichung: Januar 1989                               |
| 1990 | Say a Prayer Peace of Mind               | — | UK93 (3 Wo.)UK | US21 (15 Wo.)US | Erstveröffentlichung: August 1990                               |
| 1990 | Say Hello Peace of Mind                  | — | UK87 (3 Wo.)UK | — | Erstveröffentlichung: September 1990                            |
| 1990 | Does She Love That Man? Peace of Mind    | — | — | US34 (13 Wo.)US | Erstveröffentlichung: November 1990 Breathe feat. David Glasper |

Weitere Singles
- 1986: In All Honesty
- 1987: Jonah
- 1987: All That Jazz
- 1987: Hands to Heaven
- 1988: Any Trick (Like a Monkey Mix)
- 1988: All This I Should Have Known
- 1988: Any Trick

### Videoalben
- 1989: All That Jazz: The Videos (VHS)

## Auszeichnungen für Musikverkäufe
Anmerkung: Auszeichnungen in Ländern aus den Charttabellen bzw. Chartboxen sind in ebendiesen zu finden.
| Land/RegionAuszeichnungen für Musikverkäufe (Land/Region, Auszeichnungen, Verkäufe, Quellen) | Silber  | Gold  | Platin | Verkäufe | Quellen   |
| -------------------------------------------------------------------------------------------- | ------- | ----- | ------ | -------- | --------- |
| Vereinigte Staaten (RIAA)                                                                    | —       | Gold1 | —      | 500.000  | riaa.com  |
| Vereinigtes Königreich (BPI)                                                                 | Silber1 | —     | —      | 60.000   | bpi.co.uk |
| Insgesamt                                                                                    | Silber1 | Gold1 | —      |          |           |